# Rezolucija Vijeća sigurnosti UN-a 990
Rezolucijom Vijeća sigurnosti UN-a 990, jednoglasno usvojenom 28. travnja 1995., nakon ponovnog potvrđivanja svih rezolucija o sukobima u bivšoj Jugoslaviji, posebice rezolucija 981 (1995.) i 982 (1995.), Vijeće, djelujući prema Poglavlju VII Povelje Ujedinjenih naroda, odobrio je upućivanje Operacije Ujedinjenih naroda za obnovu povjerenja u Hrvatskoj (UNCRO).
Vijeće je pozvalo vladu Hrvatske i lokalne srpske vlasti da u potpunosti surađuju s UNCRO-om u provedbi njegova mandata, izražavajući zabrinutost što Hrvatska još nije potpisala Sporazum o statusu snaga. Od glavnog tajnika je zatraženo da izvijesti Vijeće najkasnije do 15. svibnja 1995. o tom pitanju.

## Vanjske poveznice
- Text of the Resolution at undocs.org